# Elytraspis hubbelli
Elytraspis hubbelli är en insektsart som beskrevs av Max Beier 1962. Elytraspis hubbelli ingår i släktet Elytraspis och familjen vårtbitare. Inga underarter finns listade i Catalogue of Life.